# Taesong
Taesŏng-guyŏk (Hán Việt: Đại Thành khu vực) là một trong 19 đơn vị hành chính của thủ đô Bình Nhưỡng tại Cộng hòa Dân chủ Nhân dân Triều Tiên. Sông Đại Đồng tạo thành ranh giới tự nhiên của Taesong với Taedonggang. Ở phía bắc, cùng nằm trên một bờ sông là Trung và Moranbong.
Công viên giải trí Taesongsan nằm trên địa bàn khu vực từ năm 1972. Cuối năm 2008, Vườn thú Trung ương Triều Tiên đã được cải tạo và mở rộng, sở thú có 600 loài khác nhau và một vài trong số chúng là quà tặng cho chủ tịch Kim Nhật Thành. Phía tây khu vực là trụ sở của Bộ An ninh Công cộng, cùng trường Đại học An ninh Quốc gia. Nằm ở vùng ranh giới đông bắc khu vực là dãy núi Kangdong với đỉnh Taesongsan cao 270 mét và một số hồ nước. Lăng liệt sĩ cách mạng Taesŏngsan nơi tưởng niệm những người lính đã hy sinh trong chiến tranh Triều Tiên là địa điểm được nhiều người biết đến ở khu vực.
Nhà khách Paekhwawon tại Chongho-dong là nhà khách quốc gia dùng để làm nơi nghỉ ngơi cho các nguyên thủ quốc gia đến thăm. Đây là một biệt thự với các phòng hội nghị, hội nghị thưởng định và yến tiệc. Nghỉ chân tại này khách này phải kể đến cựu tổng thống Hoa Kỳ Jimmy Carter và Bill Clinton vào năm 1994 và 1999, tổng thống Hàn Quốc Kim Dae-jung và Roh Moo-hyun vào năm 2000 và 2007.
Tại Miam-dong có Cung kỷ niệm Kumsusan, là nơi đặt thi hài của Kim Nhật Thành và Kim Chính Nhật. Cung điện này trước đây là trụ sở chính phủ. Tại Misan-dong có khu dân cư dành cho các nhân viên chính phủ và gia đình của họ.
Năm 2008, dân cư khu vực Taesong là 115.739 người, gồm 55.922 nam và 59.817 nữ.

## Hành chính
Khu vực Taesong được chia thành 15 dong (động):
| Phiên âm       | Chosŏn'gŭl | Chữ Hán | Hán Việt        |
| -------------- | ---------- | ------- | --------------- |
| Anhak-dong     | 안학동     | 安鶴洞  | An Hạc động     |
| Chongam-dong   | 청암동     | 淸岩洞  | Thanh Nham động |
| Chongho-dong   | 청호동     | 淸湖洞  | Thanh Hồ động   |
| Kapmun-dong    | 갑문동     | 閘門洞  | Áp Môn động     |
| Kosan-dong     | 고산동     | 高山洞  | Cao Sơn động    |
| Miam-dong      | 미암동     | 嵋岩洞  | Mi Nham động    |
| Misan-dong     | 미산동     | 嵋山洞  | Mi Sơn động     |
| Rimhung-dong   | 림흥동     | 林興洞  | Lâm Hưng động   |
| Ryongbuk-dong  | 룡북동     | 龍北洞  | Long Bắc động   |
| Ryonghung-dong | 룡흥동     | 龍興洞  | Long Hưng động  |
| Ryongnam-dong  | 룡남동     | 龍南洞  | Long Nam động   |
| Taesong-dong   | 대성동     | 大城洞  | Đại Thành động  |